# Plethodon neomexicanus
Plethodon neomexicanus är en groddjursart som beskrevs av George Ledyard Stebbins och Riemer 1950. Plethodon neomexicanus ingår i släktet Plethodon och familjen lunglösa salamandrar. IUCN kategoriserar arten globalt som nära hotad. Inga underarter finns listade i Catalogue of Life.